# Dieter Luther
Dieter Luther (* 1953) ist ein deutscher Koch.

## Werdegang
Luther lernte Koch und Konditor und kochte dann im In- und Ausland, so im Restaurant Walterspiel im Vier Jahreszeiten in München.
1983 wurde sein Restaurant Krone in Münchweiler an der Rodalb mit einem Michelinstern ausgezeichnet, 1991 ebenfalls sein Restaurant Luther in Freinsheim, dessen historisches Gebäude mit einem kleinen Hotel in der Freinsheimer Stadtmauer lag.
Ende 2013 ging er in den Ruhestand. Danach schrieb er die Kolumne Luthers Thesen im Freinsheimer Gastro-Magazin VielPfalz. 2016 war er Mitglied der Jury So schmeckt die Südpfalz.

## Privates
Luther ist verheiratet, hat zwei Kinder und lebt in Kapellen-Drusweiler in der Südpfalz.

## Auszeichnungen
- 1983: Ein Michelin-Stern für sein Restaurant Krone in Münchweiler an der Rodalb
- 1991: Ein Michelin-Stern für sein Restaurant Luther in Freinsheim